# Ciak d'oro 1998
13ª edizione dei Ciak d'oro tenutasi nel 1998. Le pellicole cinematografiche che ottengono il maggior numero di premi sono La vita è bella di Roberto Benigni e Tano da morire di Roberta Torre con quattro riconoscimenti.

## Vincitori e candidati
I vincitori sono indicati in grassetto, a seguire gli altri candidati.

### Miglior film
- La vita è bella di Roberto Benigni

### Miglior regista
- Roberto Benigni - La vita è bella

### Migliore attore protagonista
- Roberto Benigni - La vita è bella

### Migliore attrice protagonista
- Nicoletta Braschi - La vita è bella

### Migliore attore non protagonista
- Silvio Orlando - Aprile
  - Antonio Catania - In barca a vela contromano
  - Giustino Durano - La vita è bella
  - Roberto De Francesco - Teatro di guerra
  - Toni Bertorelli - Il principe di Homburg

### Migliore attrice non protagonista
- Marina Confalone - La parola amore esiste
  - Claudia Gerini - Fuochi d'artificio
  - Marina Massironi - Tre uomini e una gamba
  - Nicoletta Braschi - Ovosodo
  - Veronica Pivetti - Altri uomini

### Migliore opera prima
- Roberta Torre - Tano da morire

### Migliore sceneggiatura
- Francesco Bruni, Paolo Virzì - Ovosodo
  - Stefano Reali - In barca a vela contromano
  - Francesco Bruni, Mimmo Calopresti, Heidrun Schleef, Doriana Leondeff - La parola amore esiste
  - Roberto Benigni, Vincenzo Cerami - La vita è bella
  - Roberta Torre - Tano da morire

### Migliore fotografia
- Daniele Ciprì - Tano da morire

### Migliore sonoro
- Daghi Rondanini e Mario Iaquone - Teatro di guerra
  - Alessandro Zanon- Aprile
  - Remo Ugolinelli - La parola amore esiste
  - Tullio Morganti - La vita è bella
  - Glauco Puletti - Tano da morire

### Migliore scenografia
- Giantito Burchiellaro - Il principe di Homburg
  - Alberto Cottignoli, Steno Tonelli - Il testimone dello sposo
  - Danilo Donati - La vita è bella
  - Giancarlo Basili, Sonia Peng - Ovosodo
  - Claudio Russo, Fabrizio Lupo - Tano da morire

### Migliore montaggio
- Giogiò Franchini - Tano da morire
  - Angelo Nicolini - Aprile
  - Mauro Bonanni - Il bagno turco (Hamam)
  - Francesca Calvelli - Il principe di Homburg
  - Jacopo Quadri - Ovosodo

### Migliore costumi
- Francesca Livia Sartori - Il principe di Homburg
  - Vittoria Guaita - Il testimone dello sposo
  - Maurizio Millenotti - Il viaggio della sposa
  - Danilo Donati - La vita è bella
  - Antonella Cannarozzi - Tano da morire

### Migliore colonna sonora
- Nino D'Angelo - Tano da morire
  - Ludovico Einaudi - Aprile
  - Fabio Piazzalunga, Damiano Rota - Figli di Annibale
  - Nicola Piovani - La vita è bella
  - Battista Lena, Carlo Virzì - Ovosodo

### Miglior manifesto
- Aprile

### Migliore film straniero
- Titanic di James Cameron